# Louis Boudan
Louis Boudan né après 1641 et mort après 1715 est un peintre, miniaturiste, graveur et dessinateur français, actif entre 1687 et 1709.

## Biographie

### Famille et formation
Louis Boudan est l'un des quatre enfants d'Alexandre Boudan, graveur, enlumineur, imprimeur en taille-douce, éditeur et imprimeur du roi, marchand d'estampes dans le quartier Saint-Benoît, près de la rue Saint-Jacques à Paris, où il meurt en avril 1671. Les dates de naissance et de mort de Louis Boudan ne sont pas renseignées. Il est sans doute né après 1641, date de naissance de sa sœur aînée. Il épouse en 1683 Marguerite Bertrand, dont il eut deux enfants nés en 1687 et 1688.

### Carrière artistique
De 1687 à 1709, Louis Boudan est commissionné par François Roger de Gaignières, antiquaire érudit et passionné d'histoire qui cherche un dessinateur. Il choisit Boudan, et le duo est secondé par Barthélemy Remy (en) qui aurait eu une fonction de valet et de paléographe, dans un tour de France des monuments et des archives, répertoriant plus de 7 500 lieux, tombes, bas-reliefs, objets et documents anciens, produisant des dessins qui sont pour la plupart gravés par la suite. Le tout forme le Recueil de la collection Gaignières qui est offert au roi Louis XIV et désormais conservé à Paris à la Bibliothèque nationale de France. Une partie qui fut volée en 1784 se retrouva à la bibliothèque Bodléienne de l'université d'Oxford, partie qui fut recopiée par Jules Frappaz : il est donc jugé complet. Ce recueil est important à plus d'un titre : si les dessins de Boudan sont jugés sans talent, ils ont le mérite de reproduire, non sans écart de fidélité dans les détails, des objets et paysages pour certains disparus à jamais. Boudan était payé entre cinq et neuf sols par ouvrage reproduit, et 30 (soit 1,5 livre) quand son dessin était « surchargé » (c'est-à-dire enluminé).
Des travaux signés Boudan servent à l'illustration de plusieurs ouvrages : pour le De gradu horoscopante de Joseph de Tertiis (1690), l’Ecloga Thyrsis de Louis-Pierre de Turgis (1706), la Description de la ville et des fauxbourgs de Paris en vingt planches (1714). Il grave également une suite d'estampes qui furent imprimées pour le recueil L'Art de tirer des armes de Jean de Brye (1721).
Certaines gravures de Boudan ornent l'ouvrage de Jean-François Dreux du Radier, L'Europe illustre (1777).
Louis Boudan est présent lors de l'inventaire des biens de Gaignières établi le 21 février 1715, durant lequel il est dit demeurant rue Saint-Jacques.

Dessins de Louis Boudan, Paris, BnF
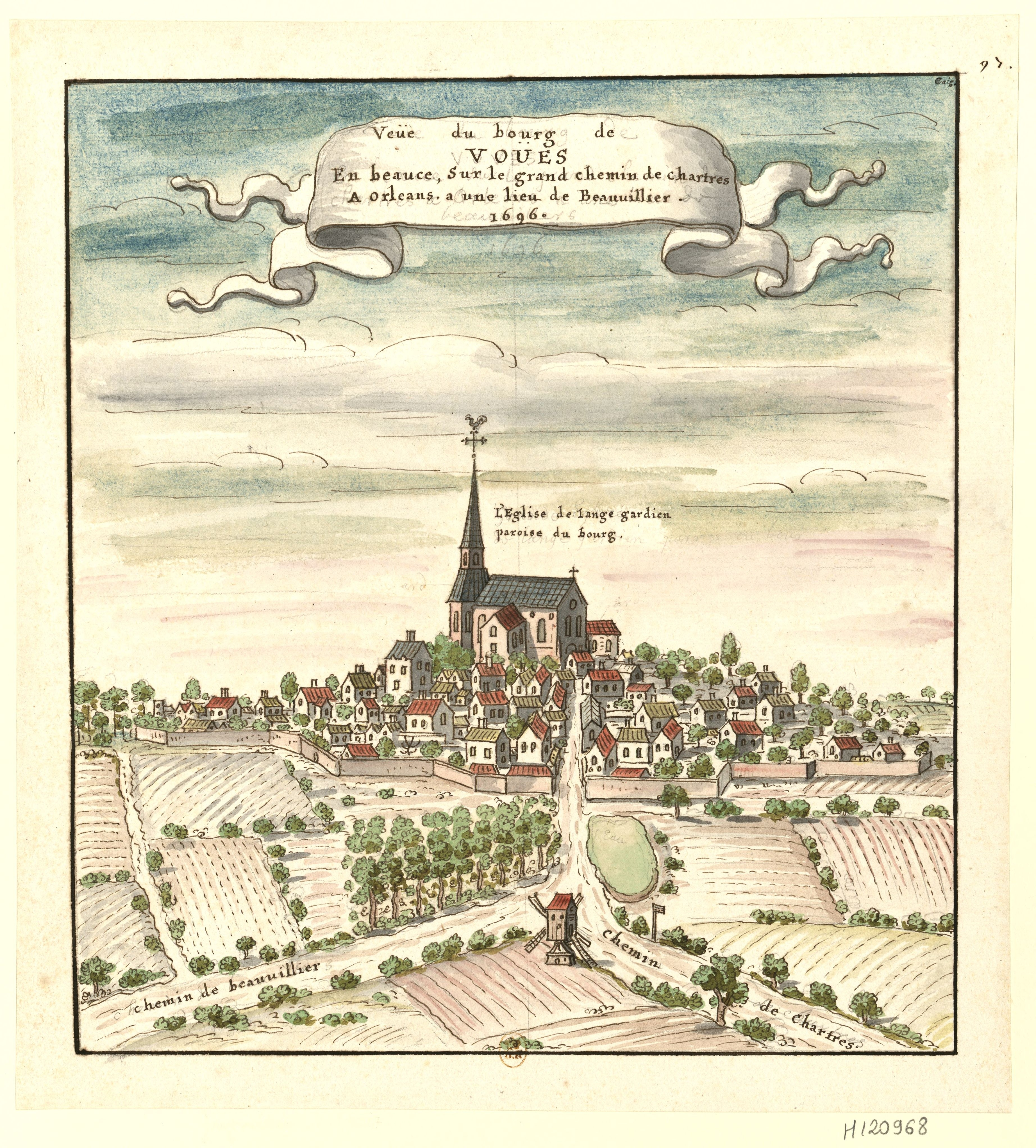
Voves en beauce, sur le grand chemin de Chartres à Orléans (1696).
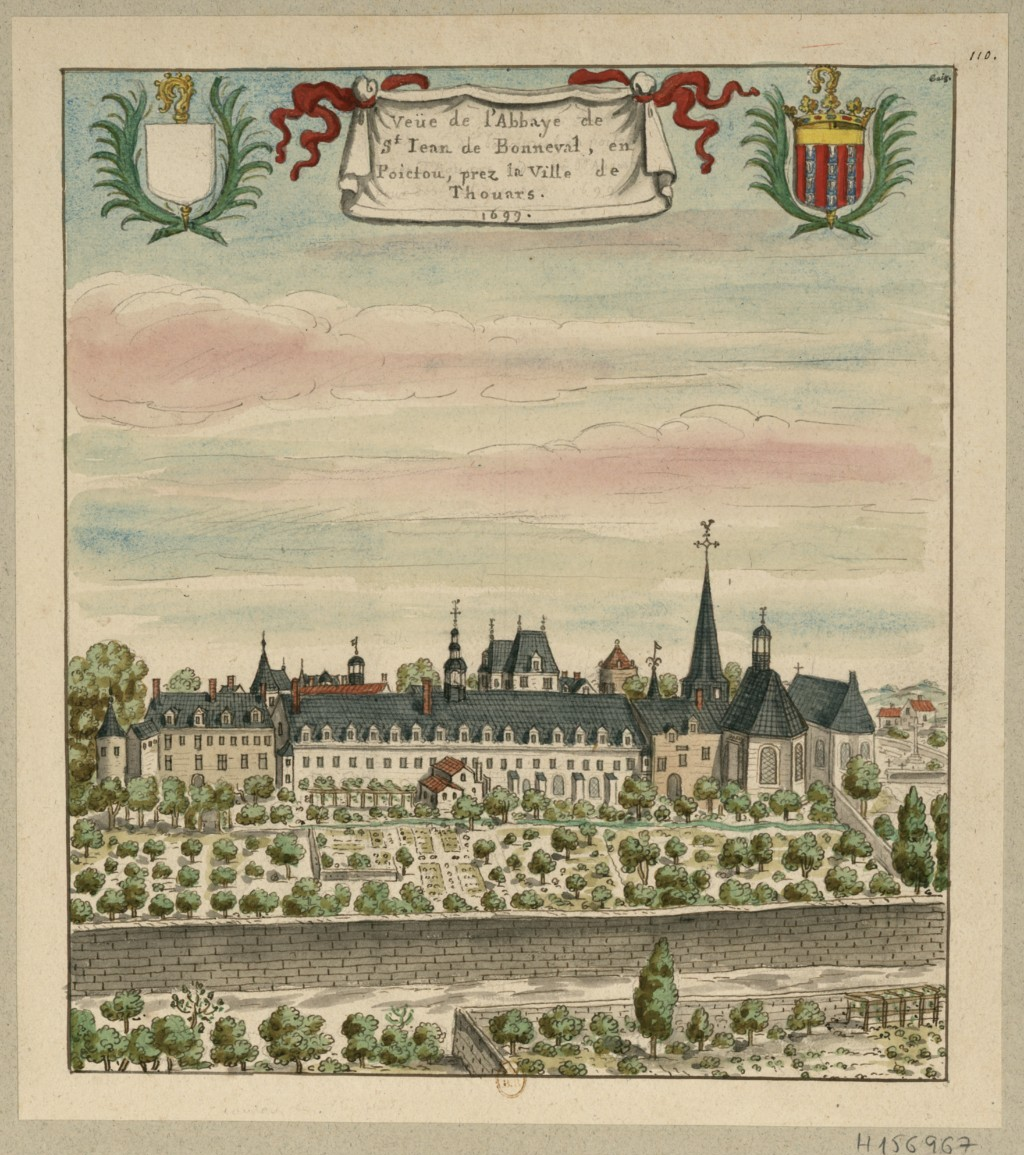
Vue de l'abbaye de Saint-Jean de Bonneval-lès-Thouars (1699).
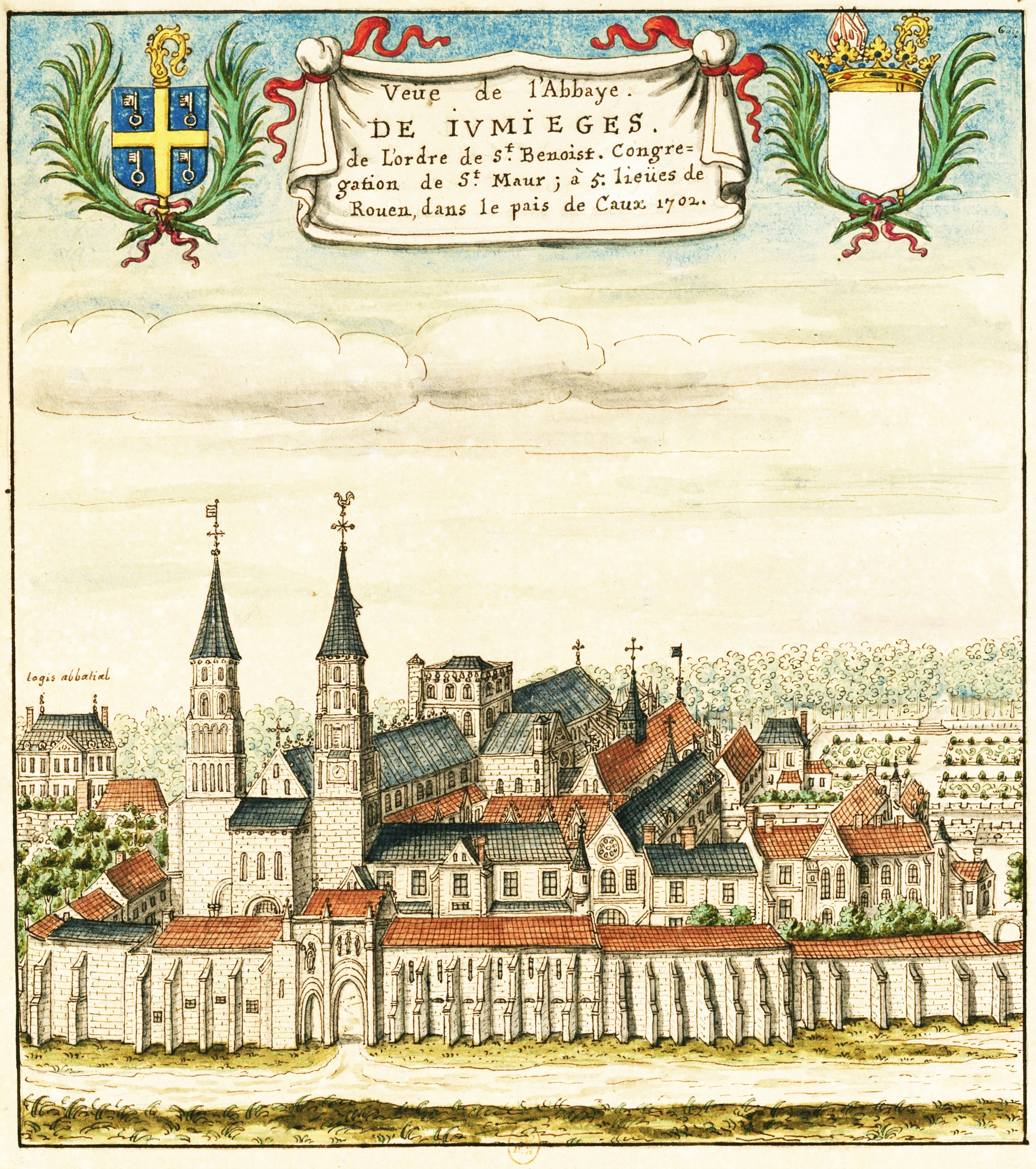
Abbaye de Jumièges (1702).
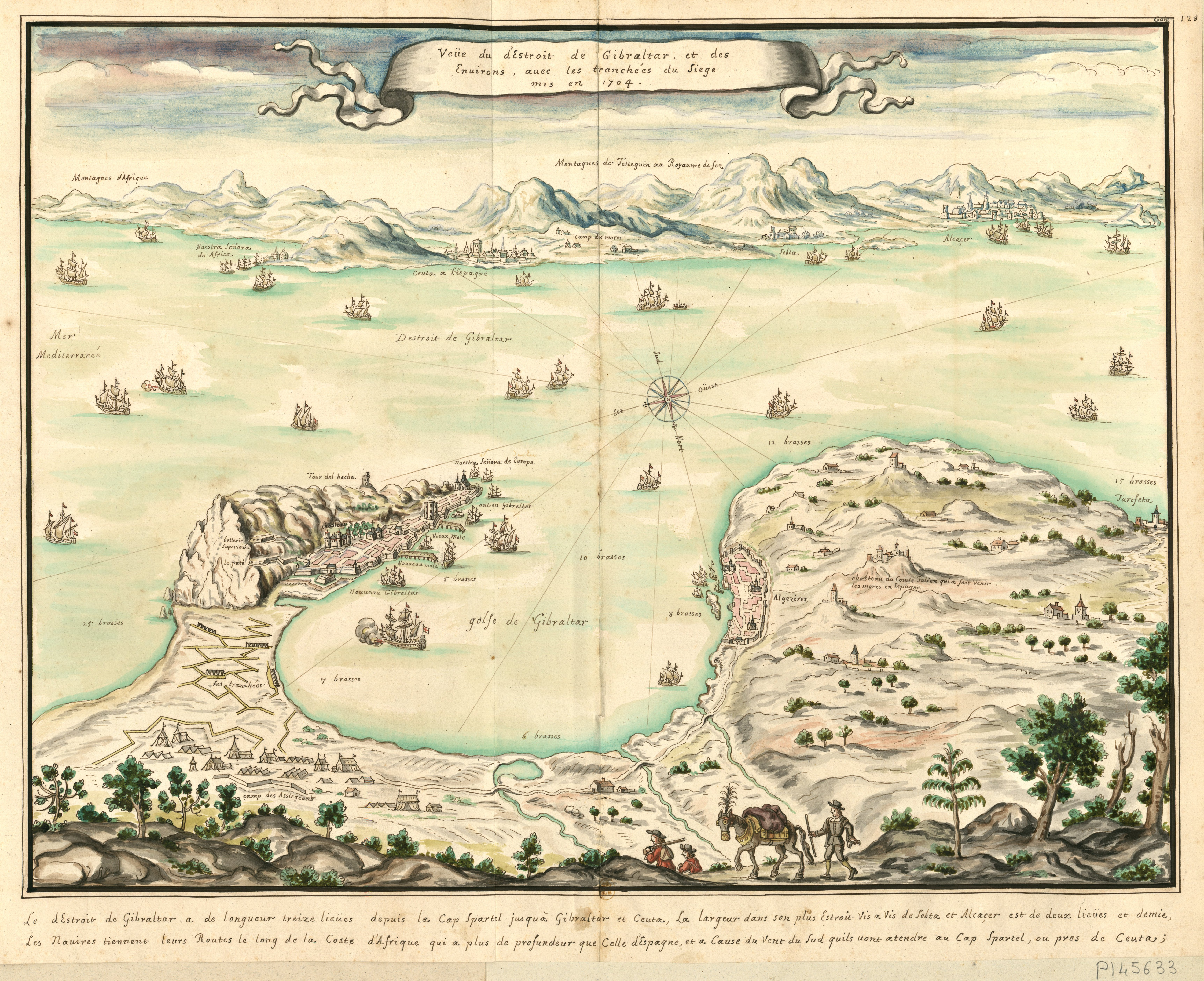
Le Détroit de Gibraltar (1702).
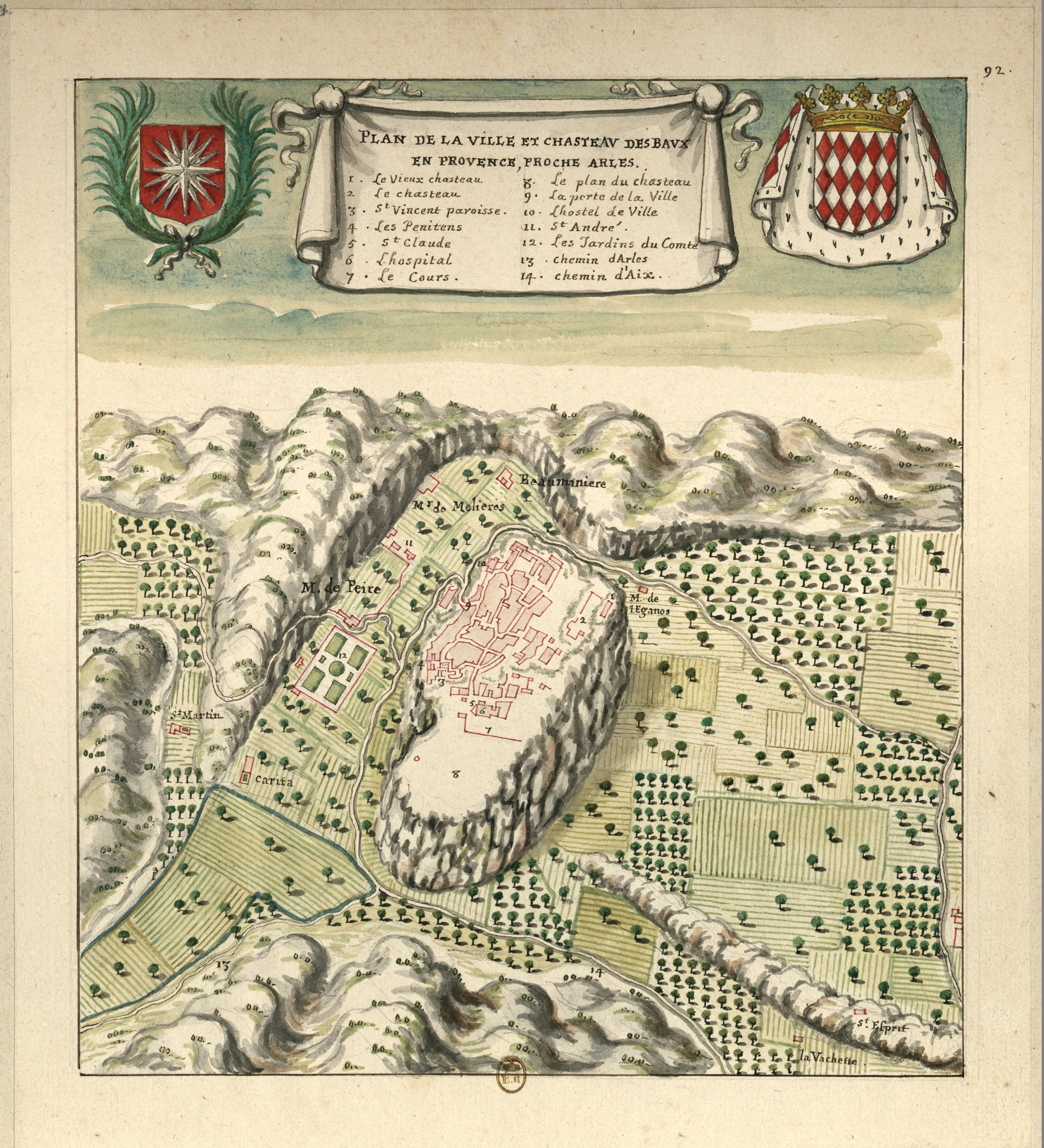
Plan des Baux de Provence.
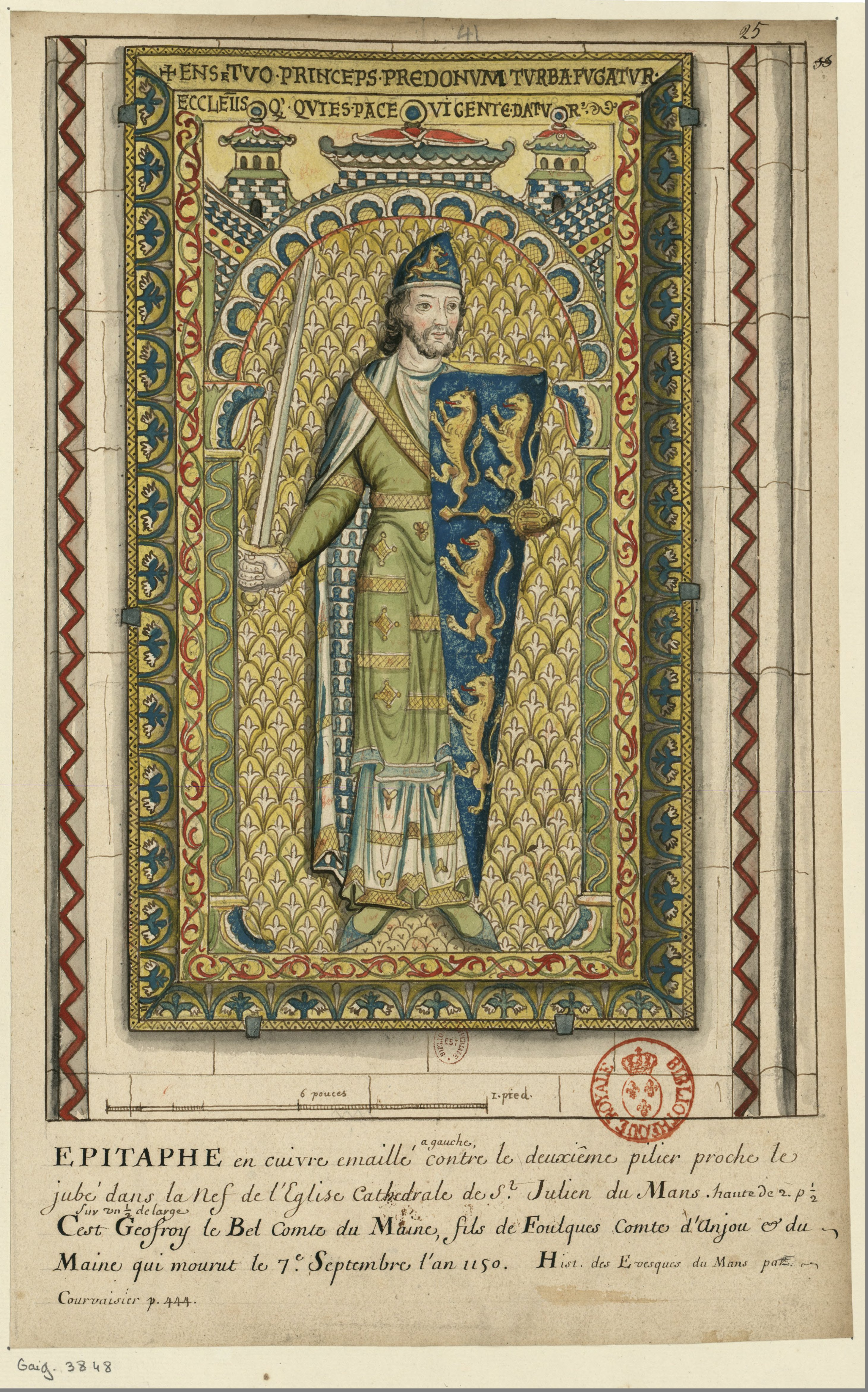
Émail Plantagenêt.